# Paulovac
Paulovac falu Horvátországban Belovár-Bilogora megyében. Közigazgatásilag Veliko Trojstvo községhez tartozik.

## Fekvése
Belovártól légvonalban 11, közúton 13 km-re északkeletre, községközpontjától 3 km-re keletre, a Bilo-hegység délnyugati lejtőin fekszik. 

## Története
A falu csak a 19. század végén keletkezett. 1900-ban 30, 1910-ben 28 lakosa volt. Az 1910-es népszámlálás szerint lakosságának 54%-a horvát, 21%-a magyar, 18%-a szerb anyanyelvű volt. 1918-ban az új szerb-horvát-szlovén állam, majd később Jugoszlávia része lett. 1941 és 1945 között a németbarát Független Horvát Államhoz, majd a háború után a szocialista Jugoszláviához tartozott. A háború után a fiatalok elvándorlása miatt lakossága folyamatosan csökkent. 1991-től a független Horvátország része. 1991-ben lakosságának 92%-a horvát nemzetiségű volt. 2011-ben a településnek 99 lakosa volt. 

## Lakossága
| Lakosság változása | Lakosság változása | Lakosság változása | Lakosság változása | Lakosság változása | Lakosság változása | Lakosság változása | Lakosság változása | Lakosság változása | Lakosság változása | Lakosság változása | Lakosság változása | Lakosság változása | Lakosság változása | Lakosság változása | Lakosság változása |
| ------------------ | ------------------ | ------------------ | ------------------ | ------------------ | ------------------ | ------------------ | ------------------ | ------------------ | ------------------ | ------------------ | ------------------ | ------------------ | ------------------ | ------------------ | ------------------ |
| 1857               | 1869               | 1880               | 1890               | 1900               | 1910               | 1921               | 1931               | 1948               | 1953               | 1961               | 1971               | 1981               | 1991               | 2001               | 2011               |
| 0                  | 0                  | 0                  | 0                  | 30                 | 28                 | 42                 | 65                 | 118                | 135                | 219                | 231                | 177                | 127                | 122                | 99                 |

## Nevezetességei
A településen két kis kápolna áll. A nagyobbikat 1974-ben építették és Szűz Mária mennybevétele tiszteletére szentelték. A kisebbik kápolna, melyet Mária bemutatása tiszteletére szenteltek az 1950-es évek végén épült, 1998-ban teljesen felújították.